# Otto Deppmeyer

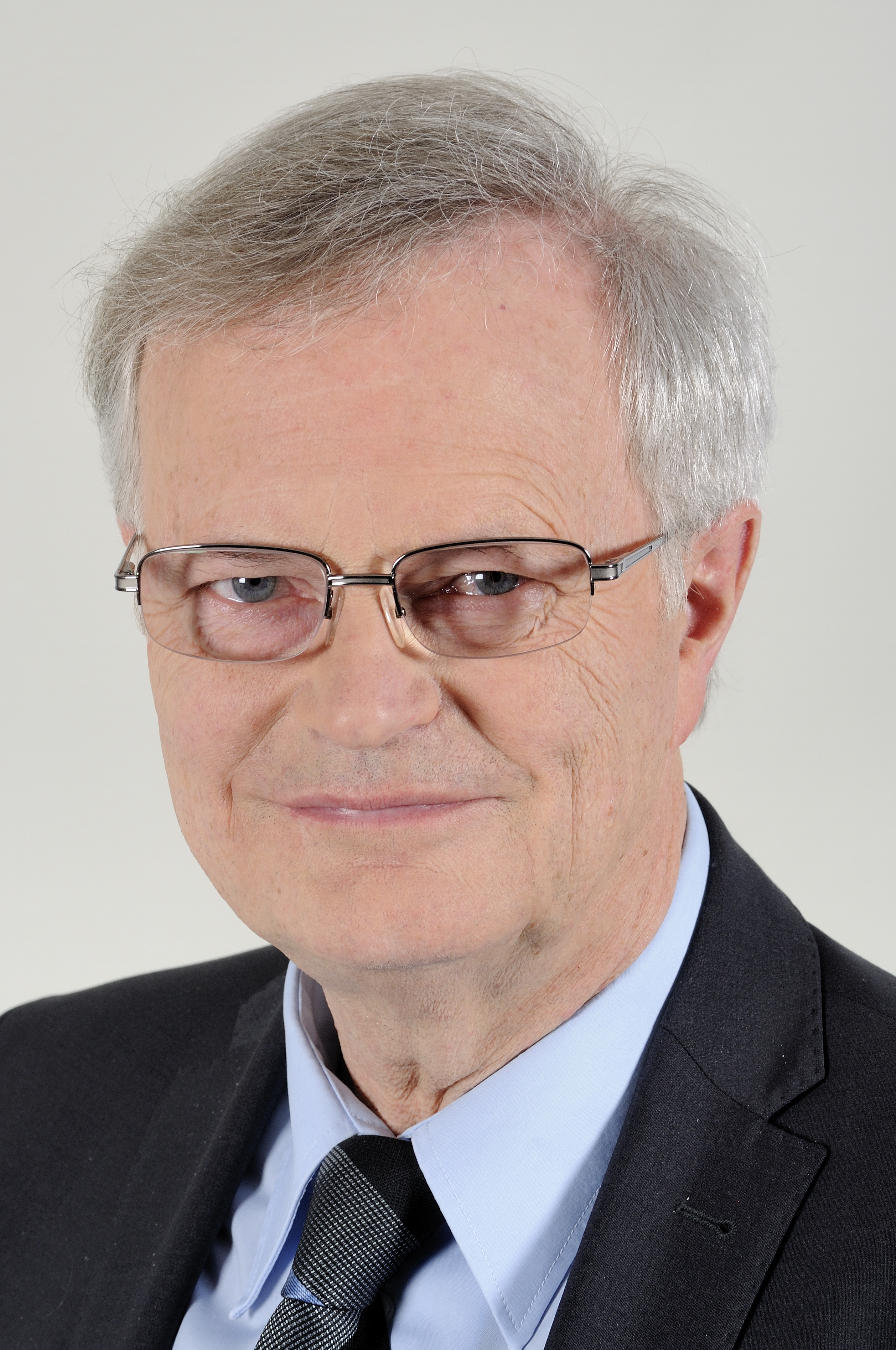
Otto Deppmeyer (2013)

Otto Deppmeyer (* 22. Mai 1947 in Hemeringen, Landkreis Hameln-Pyrmont) ist ein deutscher Politiker (CDU). Er war von 2008 bis 2017 Abgeordneter des Niedersächsischen Landtags.

## Leben
Deppmeyer verließ die Schule mit der Mittleren Reife und absolvierte anschließend eine Landwirtschaftslehre. Er besuchte die Fachschule und machte dort den Abschluss des Landwirtschaftsmeisters. Seit 1970 arbeitet er selbständig als Landwirtschaftsmeister. Zudem ist er seit 1969 in vielfältigen ehrenamtlichen Funktionen im Bereich der Landwirtschaft tätig. Er war während dieser Zeit Mitglied eines beratenden Ausschusses bei der EU-Kommission in Brüssel. Deppmeyer ist verheiratet und hat zwei Kinder.

## Politik
Otto Deppmeyer trat im Jahr 1970 der CDU bei. Von 2010 bis 2014 war er Vorsitzender des CDU-Kreisverbandes Hameln-Pyrmont.
Deppmeyer wurde 1976 Mitglied im Ortsrat von Hemeringen-Lachem, im Jahr 1983 wurde er dort zum Ortsbürgermeister gewählt. Seit 1986 ist er Ratsherr der Stadt Hessisch Oldendorf und war von 2004 bis 2006 Bürgermeister dieser Stadt. Er ist seit 1986 Kreistagsabgeordneter im Landkreis Hameln-Pyrmont und ist dort seit 2001 Vorsitzender der CDU-Kreistagsfraktion. Bei den Landtagswahlen 2008 und 2013 zog er über ein Direktmandat im Wahlkreis 38 Hameln/Rinteln in den Niedersächsischen Landtag ein. Deppmeyer trat bei der Wahl zum 18. Niedersächsischen Landtag nicht wieder an.